# Ceresiosaurus
Il ceresiosauro (gen. Ceresiosaurus) è un rettile estinto appartenente ai notosauri. Visse nel Triassico medio (Anisico - Ladinico, circa 240-238 milioni di anni fa) e i suoi resti fossili sono stati ritrovati nel giacimento di Besano / Monte San Giorgio (tra Svizzera e Italia).

## Descrizione
Come tutti i notosauri, Ceresiosaurus era dotato di un corpo relativamente snello e di un collo lungo, che terminava in una testa bassa e fornita di denti aguzzi. In totale, un esemplare adulto raggiungeva la lunghezza di circa 3 metri. Il cranio, in proporzione al resto del corpo, era il più corto fra tutti i notosauri. Gli arti anteriori erano molto più robusti e sviluppati di quelli posteriori. In questo animale le dita delle zampe posteriori erano decisamente più lunghe di quelle della maggior parte degli altri notosauri: si osserva infatti il fenomeno della plurifalangia (aumento in ogni dito del numero delle falangi) per cui le zampe risultavano più lunghe e di fatto conformate come natatoie. Il cinto pelvico era massiccio e le lunghe coste delle prime vertebre caudali indicano che Ceresiosaurus possedeva potenti muscoli retrattori del femore.
Di Ceresiosaurus sono note due specie: Ceresiosaurus calcagnii, la specie tipo, più antica e dotata di vertebre massicce, e C. lanzi, più recente e dotata di uno scheletro leggero senza costole ispessite, con una coda più corta meglio adattata alla vita in acque più aperte. 

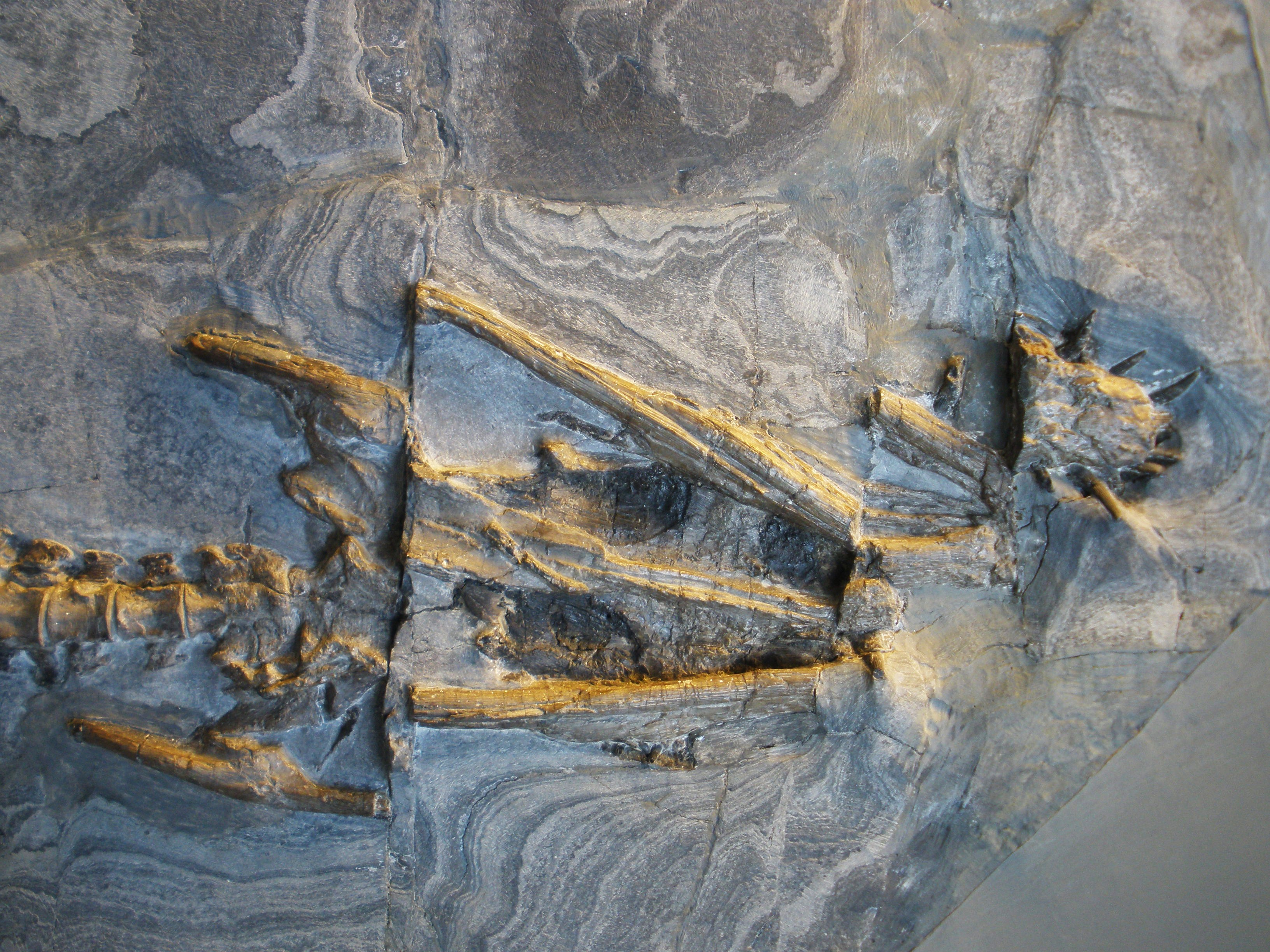
Cranio fossile di Ceresiosaurus calcagnii. Il dislocamento delle ossa è dovuto allo spostamento dei piani di faglia

## Classificazione
Il genere Ceresiosaurus venne descritto nel 1931 da Bernhard Peyer, sulla base di un fossile proveniente dal versante svizzero del giacimento di Monte San Giorgio. Successivamente vennero ritrovati altri esemplari completi. Per decenni tutto il materiale fossile è rimasto inaccessibile allo studio, e solo nel 2004 la paleontologa Karin Hänni ha dedicato una monografia a questo genere, istituendo la nuova specie C. lanzi. 
Ceresiosaurus è considerato un rappresentante della famiglia dei notosauridi, un gruppo di rettili acquatici tipici del Triassico. Nel 1998 Oliver Rieppel ha proposto una sinonimia con il genere Lariosaurus, sulla base di presunte affinità anatomiche. Il nuovo studio della Hänni nel 2004 ha però messo in luce le rilevanti differenze tra i due generi (in particolare per quanto riguarda le zampe posteriori), mantenendo così il genere Ceresiosaurus.
Il nome Ceresiosaurus si riferisce a Ceresio, il nome italiano del Lago di Lugano, che si trova ai piedi del Monte San Giorgio. 

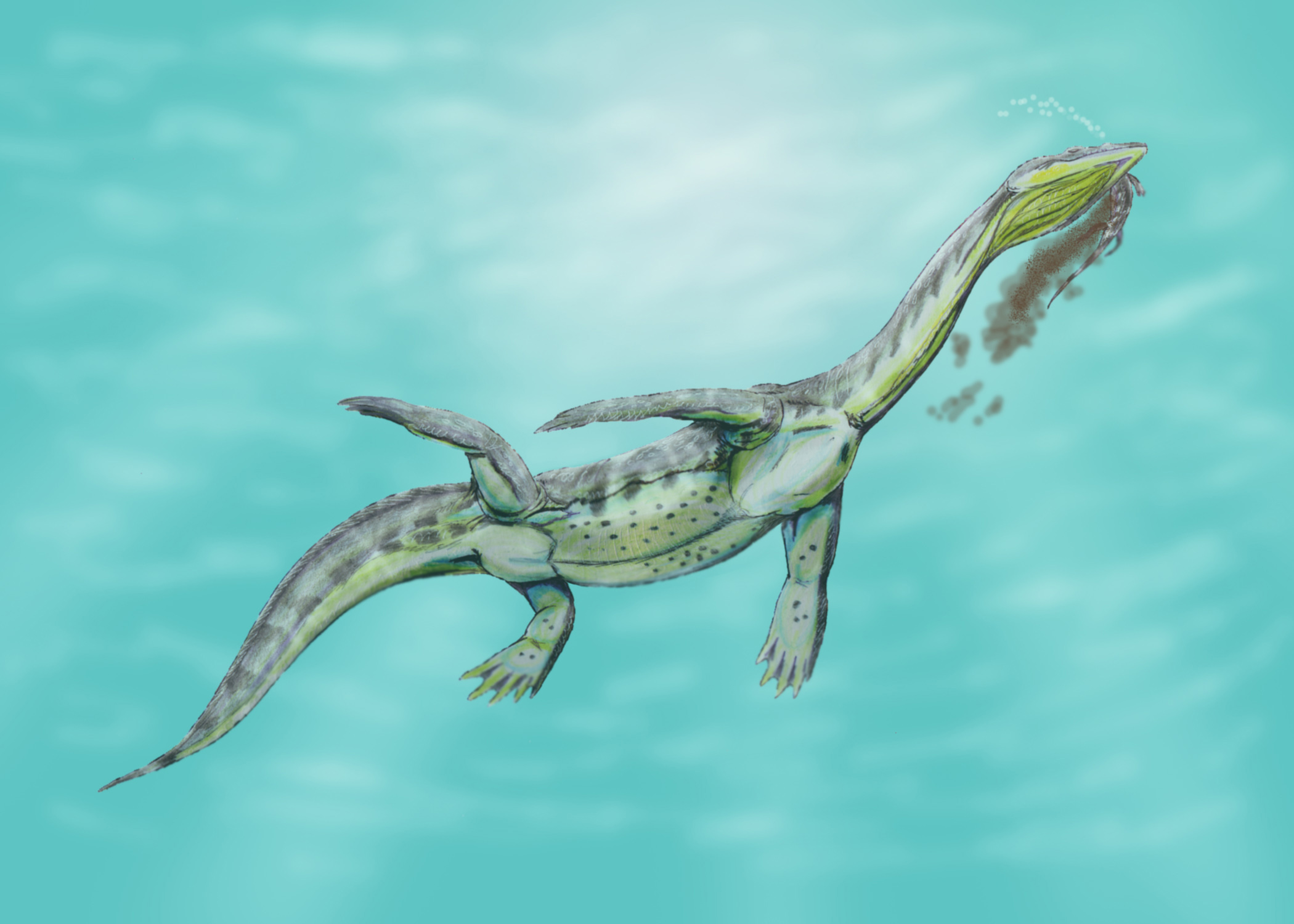
Ricostruzione di Ceresiosaurus calcagnii nel suo ambiente di vita, mentre si nutre di un piccolo rettile del genere Neusticosaurus

## Paleoecologia
Ceresiosaurus visse lungo le coste dell'oceano Tetide, che nel Triassico medio formava una serie di lagune dal clima subtropicale. Con una lunghezza media di 2-3 metri, Ceresiosaurus era uno dei più grandi animali vertebrati del suo ecosistema, e doveva predare pesci che afferrava grazie ai lunghi denti aguzzi. Il corpo di Ceresiosaurus era ben adattato all'ambiente marino: gli arti trasformati in organi simili a pinne (con le dita riunite in una sorta di pagaia) potevano essere utilizzati come strumenti di propulsione e di direzione. In particolare, i potenti muscoli presenti dietro le zampe posteriori indicano che queste ultime dovevano giocare un ruolo importante nella locomozione. Questo tipo di propulsione verrà sviluppata e perfezionata ancor di più nei successivi plesiosauri del Giurassico. Analisi istologiche delle due specie di Ceresiosaurus (Hugi, 2011) hanno portato all'ipotesi che queste due specie avessero sviluppato nicchie ecologiche lievemente differenti.